# Cẩm Ly
Trần Thị Cẩm Ly (sinh ngày 30 tháng 3 năm 1970), thường được biết đến với nghệ danh Cẩm Ly, là một nữ ca sĩ người Việt Nam. Cô được biết đến qua việc trình diễn những ca khúc thuộc dòng nhạc nhẹ, nhạc trữ tình, nhạc có âm hưởng dân ca và nhạc trẻ.
Cô được mệnh danh là "Nữ hoàng dân ca" của Việt Nam trong thời đại mới, là người tiên phong đưa nhạc dân ca, trữ tình đến gần hơn với giới trẻ, thổi làn gió mới vào các ca khúc trữ tình quen thuộc.

## Tiểu sử
Cô tên thật là Trần Thị Cẩm Ly, sinh ngày 30 tháng 3 năm 1970 tại Sài Gòn. Nguyên quán ở Quy Nhơn, Bình Định. Cô là con thứ ba (vì vậy thường được các fan hâm mộ gọi là Chị Tư theo thông lệ miền Nam) trong một gia đình có 6 anh chị em, cha là nhạc sĩ Trần Quang Hiển, 2 em gái Hà Phương và Minh Tuyết cũng là ca sĩ (hiện đang định cư tại Hoa Kỳ và là ca sĩ của Trung tâm Thúy Nga). Năm 2004, cô kết hôn cùng nhạc sĩ Minh Vy (tên thật là Đoàn Hữu Minh). Hiện nay Cẩm Ly có 2 con gái là Cẩm Uyên (2005, tên thường gọi là Thỏ) và Cẩm Anh (2007, tên thường gọi là La).

## Sự nghiệp âm nhạc
Từ nhỏ, ba chị em Cẩm Ly đã bộc lộ năng khiếu ca hát. Năm 1993, Cẩm Ly cùng Minh Tuyết đi hát và cũng ngay năm đó cô và em của mình đã đoạt giải nhất song ca do Nhà hát Hòa Bình tổ chức. Sau sự kiện này Cẩm Ly bắt đầu sự nghiệp ca hát chuyên nghiệp của mình khi quyết định đầu quân cho Kim Lợi Studio, một phòng thu âm có tiếng thời bấy giờ.
Đến năm 1997, Minh Tuyết sang Mỹ du học, Cẩm Ly phải ngừng hát một thời gian vì lý do sức khỏe. Một năm sau đó, cô hát trở lại và cho ra hai album cùng ca sĩ Cảnh Hàn và năm 1999, cô cùng ca sĩ Đan Trường ra album "Nếu phôi pha ngày mai". Năm 2000, cô đánh dấu sự nghiệp solo bằng album đầu tay "Mãi không phai".
Trong những năm tiếp theo, cô trình bày các nhạc phẩm của nhạc sĩ Nguyễn Nhất Huy như "Người về cuối phố", "Bờ bến lạ", "Thương nhớ người dưng", "Mây chiều", "Tình không đổi thay". Album dân ca đầu tiên của Cẩm Ly mang tên "Em gái quê" do Kim Lợi Studio phát hành, gồm 11 ca khúc mang âm hưởng dân ca: "Quên cây cầu dừa", "Nỗi buồn chim sáo", "Phượng buồn", "Chạnh lòng", "Nhớ mẹ lý mồ côi", "Mưa chiều miền Trung".
Tháng 7/2001, Cẩm Ly trở thành ca sĩ Việt Nam đầu tiên có chương trình DVD và đây cũng là thời điểm cô xác lập cho mình một phong cách ổn định, hoàn toàn tách ra độc lập với Đan Trường. Cẩm Ly hiện là ca sĩ độc quyền thành công nhất của Kim Lợi Studio.
Cẩm Ly là ca sĩ đầu tiên thực hiện liveshow miễn phí phục vụ sinh viên "Vòng Quanh Ký Túc Xá" trong hai năm 2003, 2004.
Năm 2008, Cẩm Ly đã tổ chức riêng cho mình một liveshow tại sân khấu Lan Anh để kỷ niệm 15 năm ca hát và đánh dấu lần đầu tiên đảm nhận vai chính trong một vở cải lương. Cùng thời điểm đó, cô xuất hiện trong chương trình Paris By Night 92 - Nhạc yêu cầu của Trung tâm Thuý Nga.
Năm 2009, cô tổ chức liveshow "Tự tình quê hương", liveshow thứ 2 trong sự nghiệp âm nhạc của mình, đồng thời cho ra mắt 2 album "Em không thể quên - Tình khúc Minh Vy" và album dân ca trữ tình "Biển tình".
Năm 2011, cô tổ chức liveshow riêng thứ 3 "Tự tình quê hương 2", thể hiện trên cả bốn phong cách: trữ tình, dân ca, nhạc trẻ và cải lương tuồng cổ.
Năm 2012 Cẩm Ly tổ chức liveshow "Tự tình quê hương 3".
Năm 2013, Cẩm Ly cùng Minh Tuyết tổ chức liveshow "Tự tình quê hương 4" đánh dấu kỷ niệm 20 năm ca hát của hai chị em. Liveshow diễn ra trong hai đêm tại Nhà hát Hòa Bình, TP Hồ Chí Minh với sự ủng hộ của đông đảo khán giả.
Năm 2014, Cẩm Ly tham gia với vai trò là HLV của Giọng hát Việt nhí đưa Thiện Nhân giành chức vô địch mùa thứ hai. Cùng với đó, cô cùng với nhạc sĩ Minh Vy tham gia vai trò HLV Chương trình Vợ chồng mình hát và cũng là nhà vô địch.
Năm 2015, Cẩm Ly tiếp tục thực hiện chuỗi liveshow "Tự tình quê hương 5" tại Nhà hát Hòa Bình, Thành phố Hồ Chí Minh.
Cũng trong năm 2015, căn bệnh viêm xoang bắt đầu ảnh hưởng đến giọng hát của cô. Cô quyết định tạm dừng ca hát, không nhận show sau những lần biểu diễn không như ý. Hiện tại, giọng hát Cẩm Ly đã hồi phục được 80% sau khi sang Hoa Kỳ điều trị vào năm 2018. Cô bắt đầu nhận show diễn và thu âm ca khúc. Nữ ca sĩ cho hay giọng hát của mình không còn phong độ, trong trẻo như xưa mà bị trầm hơn. Cẩm Ly chấp nhận thực tế và tin rằng sẽ có nhiều ca khúc phù hợp với chất giọng trầm, có nhiều âm mũi của mình.

## Đánh giá
Liên tục các năm từ 2001-2006 Cẩm Ly luôn được bình chọn là một trong 10 ca sĩ được yêu thích nhất của chương trình Làn Sóng Xanh của Đài Tiếng nói Nhân dân Tp.HCM.
Cô là một trong những người đi tiên phong trong việc biểu diễn phục vụ miễn phí cho sinh viên khi thực hiện liveshow vòng quanh 5 ký túc xá của Đại học Thành phố Hồ Chí Minh.
Tháng 6 năm 2015, website chia sẻ video lớn nhất thế giới (Youtube) ra mắt công cụ Music Insights, qua đó xác nhận Cẩm Ly là ca sĩ Việt Nam có lượt xem lớn nhất Youtube tính đến thời điểm đó. Số liệu thống kê từ tháng 9/2014 đến tháng 6/2015 của website này dựa trên Content ID cho biết, Cẩm Ly có tổng cộng là 757 triệu lượt xem, tiếp theo là ca sĩ Đàm Vĩnh Hưng (450 triệu lượt xem).
Vào ngày 2 tháng 9 năm 2023 (Kỷ niệm 30 năm ca hát), trên video clip livestream của Cẩm Ly đã gây bão cả cộng đồng mạng. Trong lúc đọc bình luận từ khán giả, Cẩm Ly ngạc nhiên khi gặp bình luận của khán giả yêu cầu hát "Sao trời làm gió", một bài hát đang hot của Hồ Phi Nal. Mặc dù cô không thể hiện ca khúc này trên livestream, nhưng phản ứng đáng yêu của cô đã thu hút hơn 4 triệu lượt xem và nhiều bình luận tích cực từ người hâm mộ với mong muốn được nữ ca sĩ thể hiện ca khúc này.

## Giải thưởng
- Top ten Làn Sóng Xanh, 2001-2002
- Ca sĩ được yêu thích của báo Mực Tím, 2001-2002
- Ca sĩ được yêu thích của CLB Chiều Thứ 5, 2001-2002
- Giải Mai Vàng do Báo Người Lao động tổ chức, 2002
- Top ten ca sĩ được yêu thích nhất Làn Sóng Xanh, 2002-2003
- Top ten ca sĩ được yêu thích nhất Làn Sóng Xanh, 2003-2004
- Giải VTV – Bài hát tôi yêu lần thứ 2 - "Em Chưa Biết Yêu", 2004
- Top ten ca sĩ được yêu thích nhất Làn Sóng Xanh, 2004-2005
- Giải VTV – Bài hát tôi yêu lần thứ 3 - "Tình Ngỡ Là Mơ" - 2005
- Giải Mai Vàng do Báo Người Lao động tổ chức, 2005
- Top ten ca sĩ được yêu thích nhất Làn Sóng Xanh, 2005-2006
- Top ten ca sĩ được yêu thích nhất Làn Sóng Xanh, 2006-2007
- Top 10 thành tựu Làn sóng xanh 10 năm 1997-2007
- Top ten ca sĩ được yêu thích nhất Làn Sóng Xanh, 2007-2008
- Giải Video Music Xuất sắc Mai Vàng 08 - Mai Vàng 09
- Nữ ca sĩ hát nhạc dân ca được yêu thích nhất tại Giải Mai Vàng 2007
- Nữ ca sĩ hát nhạc dân ca được yêu thích nhất tại Giải Mai Vàng 2008
- Năm 2008 nhận được kỷ lục Guinness Việt Nam với vở cải lương "Lan và Điệp"
- Nữ ca sĩ hát nhạc dân ca được yêu thích nhất tại Giải Mai Vàng 2009
- Giải "ca sĩ thể hiện thành công nhất"  và "Album được yêu thích nhất" Album Vàng tháng 12 năm 2009 của Album Vàng 2009[8]
- Giải "ca sĩ thể hiện thành công nhất" Album Vàng tháng 12 năm 2010 của Album Vàng 2010[9]
- Nữ nghệ sĩ thể hiện thành công nhất 2009 "Album Gió lên"
- Nữ ca sĩ được yêu thích nhất 2009 "Album Em không thể quên"
- Album ấn tượng nhất - Album "Gió lên", 2010
- Đề cử giải Ca sĩ của năm "Giải thưởng Âm nhạc Cống hiến 2009"
- Giải Nữ Nghệ sĩ xuất sắc nhất - Dấu Ấn Mai Vàng 15 năm - 2009
- Nữ ca sĩ hát nhạc dân ca được yêu thích nhất tại Giải Mai Vàng 2010
- Top ten ca sĩ được yêu thích nhất Làn Sóng Xanh, 2010-2011
- Giải nữ ca sĩ được yêu thích nhất HTV Awards 2011
- Top 5 ca sĩ xuất sắc nhất - Bảng GOLD Làn Sóng Xanh, 2014
- Ca khúc Hát cho người tình nhớ thu tác quyền âm nhạc nhiều nhất do Nhaccuatui.com bình chọn - năm 2014
- Bằng khen của Tổng Liên đoàn lao động Việt Nam - 2015.
- Ca sĩ có Video ca nhạc xem nhiều nhất - POP Awards 2015.
- Top 5 ca sĩ xuất sắc nhất - Bảng GOLD Làn Sóng Xanh, 2015[10]
- Nữ ca sĩ được yêu thích nhất - Người phụ nữ của năm 2016, Báo Phụ nữ ngày nay
- Giải Thành tựu Làn Sóng Xanh cùng với Đan Trường, 2023[11]

## Danh sách đĩa nhạc
Nữ ca sĩ Cẩm Ly đến nay đã phát hành 12 album phòng thu, 46 album tổng hợp (trong đó có 22 đĩa đơn), 18 video âm nhạc và album thu hình trực tiếp.

### Album phòng thu
| \| Tựa đề \| Chi tiết album \| Danh sách bài hát \| \| -------------------------------------------------- \| --------------------------------------------------------------------------------------------------------------------------------------- \| -------------------------------------------------------------------------------------------------------------------------------------------------------------------------------------------------------------------------------------------------------------------------------------------------------------------------------------------------------------------------------------------------------------------------------------------------------------------------------------------------------------------------------------- \| \| Vol 1 Mãi không phai \| - Phát hành: 2000 - Hãng đĩa: Kim Lợi Studio - Định dạng: CD - Hãng sản xuất: Công ty Bạn yêu nhạc - GPSX: 457/SX-SVHTT ngày 21/10/2000 \| 1/Có lẽ - Sáng tác: Vũ Quốc Việt 2/Còn Tôi Với Tôi - Sáng tác: Chương Đức, song ca với Minh Thuận 3/Mãi Không Phai - Sáng tác: Anh Tuấn 4/Dấu Chôn Tình Buồn - Sáng tác: Quốc Vượng 5/Những Anh Chàng Ngộ Nhận - Sáng tác: Võ Thiện Thanh 6/Người Thầy - Sáng tác: Nguyễn Nhất Huy Lời bình: Nguyễn Thanh Thủy; Diễn đọc: Huyền Thanh 7/Lặng Lẽ Gọi Tên - Sáng tác: Hoài An 8/Lãng Quên - Sáng tác: Nguyễn Nhất Huy 9/Trở Lại Phố Cũ - Nhạc Hoa, Lời: Minh Khang 10/Trở Lại Phố Cũ - Nhạc Hoa, Lời: Minh Khang, song ca với Đan Trường \| \| Vol 2 Phố hoa - Cơn mơ hoang đường \| - Phát hành: 12 tháng 3 năm 2001 - Hãng đĩa: Kim Lợi Studio - Định dạng: CD - Hãng sản xuất: Hãng phim Trẻ - GPSX: 156/GP-SVHTT \| 1. "Cơn mơ hoang đường" Vũ Quốc Việt 2. "Phố hoa" Hoài An 3. "Gió bấc" Võ Thiện Thanh 4. "Tìm lại dấu yêu" (cùng Đan Trường) Hoài An 5. "Phố cũ vắng anh" Minh Tâm 6. "Lang thang Internet" Hoàng Huấn 7. "Lá úa" Nguyễn Nhất Huy 8. "Thương nhớ người dưng" Nguyễn Nhất Huy 9. "Tình yêu mong manh" Võ Hoài Phúc 10. "Giấc mơ mong tìm thấy" Vũ Quốc Việt 11. "Cơn mơ hoang đường (New Version)" Vũ Quốc Việt \| \| Vol 3 Bến vắng - Biết yêu khi nào \| - Phát hành: 2002 - Hãng đĩa: Kim Lợi Studio - Định dạng: CD - Hãng sản xuất: Hãng phim Trẻ - GPSX: 141/GP-SVHTT ngày 13/06/2002 \| 1/Bến Vắng - Nguyễn Nhất Huy 2/Biết Yêu Khi Nào - Minh Khang 3/Thà Rằng Chia Tay - Hoài An 4/Giấc Mơ Tà Áo Trắng - Hoài An 5/Nhớ Nhà - Võ Thiện Thanh 6/Mẹ - LV: Trung Nghĩa 7/Tương Tư - Quốc An - Hoa Phương 8/Mùa Thu Kỷ Niệm (cùng Đan Trường) - Dương Đức Thụy 9/Sớm Chồng - Vũ Quốc Việt 10/Tình Yêu Đầu Tiên - Dương Đức Thụy 11/Biệt Ly - LV: Minh Tâm 12/Bến Vắng (karaoke) 13/Giấc Mơ Tà Áo Trắng (karaoke) 14/Thà Rằng Chia Tay (karaoke) 15/Biết Yêu Khi Nào (karaoke) \| \| Vol 4 12 bến nước - Tuổi mộng xứ đông \| - Phát hành: 2002 - Hãng đĩa: Kim Lợi Studio - Định dạng: CD \| \| \| Vol 5 Có những chiều em đến - Hoài công \| - Phát hành: 2003 - Hãng đĩa: Kim Lợi Studio - Định dạng: CD \| \| \| Vol 6 Người nhớ không người - Em sẽ là người ra đi \| - Phát hành: 2004 - Hãng đĩa: Kim Lợi Studio - Định dạng: CD \| \| \| Vol 7 Người ơi hãy chia tay \| - Phát hành: 2005 - Hãng đĩa: Kim Lợi Studio - Định dạng: CD \| \| \| Vol 8 Kẻ đứng sau tình yêu \| - Phát hành: 2006 - Hãng đĩa: Kim Lợi Studio - Định dạng: CD \| \| \| Vol 9 Áng mây buồn \| - Phát hành: 2006 - Hãng đĩa: Kim Lợi Studio - Định dạng: CD \| \| \| Vol 10 Em sẽ quên - Đêm có mưa rơi \| - Phát hành: 2007 - Hãng đĩa: Kim Lợi Studio - Định dạng: CD \| \| \| Vol 11 Đợi chờ những mùa đông \| - Phát hành: 2008 - Hãng đĩa: Kim Lợi Studio - Định dạng: CD \| \| \| Vol 12 Biển trắng pha lê \| - Phát hành: 2010 - Hãng đĩa: Kim Lợi Studio - Định dạng: CD \| \| | | |
| Tựa đề | Chi tiết album | Danh sách bài hát |
| Vol 1 Mãi không phai | - Phát hành: 2000 - Hãng đĩa: Kim Lợi Studio - Định dạng: CD - Hãng sản xuất: Công ty Bạn yêu nhạc - GPSX: 457/SX-SVHTT ngày 21/10/2000 | 1/Có lẽ - Sáng tác: Vũ Quốc Việt 2/Còn Tôi Với Tôi - Sáng tác: Chương Đức, song ca với Minh Thuận 3/Mãi Không Phai - Sáng tác: Anh Tuấn 4/Dấu Chôn Tình Buồn - Sáng tác: Quốc Vượng 5/Những Anh Chàng Ngộ Nhận - Sáng tác: Võ Thiện Thanh 6/Người Thầy - Sáng tác: Nguyễn Nhất Huy Lời bình: Nguyễn Thanh Thủy; Diễn đọc: Huyền Thanh 7/Lặng Lẽ Gọi Tên - Sáng tác: Hoài An 8/Lãng Quên - Sáng tác: Nguyễn Nhất Huy 9/Trở Lại Phố Cũ - Nhạc Hoa, Lời: Minh Khang 10/Trở Lại Phố Cũ - Nhạc Hoa, Lời: Minh Khang, song ca với Đan Trường |
| Vol 2 Phố hoa - Cơn mơ hoang đường | - Phát hành: 12 tháng 3 năm 2001 - Hãng đĩa: Kim Lợi Studio - Định dạng: CD - Hãng sản xuất: Hãng phim Trẻ - GPSX: 156/GP-SVHTT         | 1. "Cơn mơ hoang đường" Vũ Quốc Việt 2. "Phố hoa" Hoài An 3. "Gió bấc" Võ Thiện Thanh 4. "Tìm lại dấu yêu" (cùng Đan Trường) Hoài An 5. "Phố cũ vắng anh" Minh Tâm 6. "Lang thang Internet" Hoàng Huấn 7. "Lá úa" Nguyễn Nhất Huy 8. "Thương nhớ người dưng" Nguyễn Nhất Huy 9. "Tình yêu mong manh" Võ Hoài Phúc 10. "Giấc mơ mong tìm thấy" Vũ Quốc Việt 11. "Cơn mơ hoang đường (New Version)" Vũ Quốc Việt |
| Vol 3 Bến vắng - Biết yêu khi nào | - Phát hành: 2002 - Hãng đĩa: Kim Lợi Studio - Định dạng: CD - Hãng sản xuất: Hãng phim Trẻ - GPSX: 141/GP-SVHTT ngày 13/06/2002        | 1/Bến Vắng - Nguyễn Nhất Huy 2/Biết Yêu Khi Nào - Minh Khang 3/Thà Rằng Chia Tay - Hoài An 4/Giấc Mơ Tà Áo Trắng - Hoài An 5/Nhớ Nhà - Võ Thiện Thanh 6/Mẹ - LV: Trung Nghĩa 7/Tương Tư - Quốc An - Hoa Phương 8/Mùa Thu Kỷ Niệm (cùng Đan Trường) - Dương Đức Thụy 9/Sớm Chồng - Vũ Quốc Việt 10/Tình Yêu Đầu Tiên - Dương Đức Thụy 11/Biệt Ly - LV: Minh Tâm 12/Bến Vắng (karaoke) 13/Giấc Mơ Tà Áo Trắng (karaoke) 14/Thà Rằng Chia Tay (karaoke) 15/Biết Yêu Khi Nào (karaoke)                                                     |
| Vol 4 12 bến nước - Tuổi mộng xứ đông | - Phát hành: 2002 - Hãng đĩa: Kim Lợi Studio - Định dạng: CD                                                                            | |
| Vol 5 Có những chiều em đến - Hoài công | - Phát hành: 2003 - Hãng đĩa: Kim Lợi Studio - Định dạng: CD                                                                            | |
| Vol 6 Người nhớ không người - Em sẽ là người ra đi | - Phát hành: 2004 - Hãng đĩa: Kim Lợi Studio - Định dạng: CD                                                                            | |
| Vol 7 Người ơi hãy chia tay | - Phát hành: 2005 - Hãng đĩa: Kim Lợi Studio - Định dạng: CD                                                                            | |
| Vol 8 Kẻ đứng sau tình yêu | - Phát hành: 2006 - Hãng đĩa: Kim Lợi Studio - Định dạng: CD                                                                            | |
| Vol 9 Áng mây buồn | - Phát hành: 2006 - Hãng đĩa: Kim Lợi Studio - Định dạng: CD                                                                            | |
| Vol 10 Em sẽ quên - Đêm có mưa rơi | - Phát hành: 2007 - Hãng đĩa: Kim Lợi Studio - Định dạng: CD                                                                            | |
| Vol 11 Đợi chờ những mùa đông | - Phát hành: 2008 - Hãng đĩa: Kim Lợi Studio - Định dạng: CD                                                                            | |
| Vol 12 Biển trắng pha lê | - Phát hành: 2010 - Hãng đĩa: Kim Lợi Studio - Định dạng: CD                                                                            | |

### Album tổng hợp

#### CD solo
| Danh sách |
| --- |
| 1. Tình cuối mùa đông (the best of Cẩm Ly), 2000 2. Cánh chim lạc loài, single, 2002 3. Sáo sang sông - Mùa đông xứ lạ, 2003 4. Tình khúc Nguyễn Nhất Huy, 2003 5. Thầm mong - Tình khúc Hoài An, 2004 6. Em gái quê, Album dân ca trữ tình, 2004 7. Mùa mưa đi qua - Em về kẻo trời mưa, Album trữ tình, 2005 8. Người đến sau... Sao anh ra đi, 2005 9. Buồn con sáo sậu, Album dân ca, 2006 10. Tiếng thạch sùng, Album dân ca trữ tình, 2007 11. Khi đã yêu, Album trữ tình, 2007 12. Chuyện chúng mình, Album Cẩm Ly - Minh Vy, Những tình khúc (Trung tâm Thúy Nga), 2008 13. Em không thể quên, Album Cẩm Ly những tình khúc Minh Vy, 2009 14. Biển tình, Album tuyệt phẩm trữ tình, 2009 15. Gió lên, Album Dân ca, 2010 16. Chuyện tình hoa bướm, Album Trữ tình, 2010 17. Nửa trái tim, Album Nhạc ngoại lời Việt, 2011 18. Tôi mơ - Cô Tư bến phà, Album Dân ca, 2011 19. Thiên đàng ái ân - Chiều cuối tuần, Album Trữ tình, 2011 20. Về bên em, 2012 21. Sầu đâu quê ngoại, 2012 22. Hát cho người tình nhớ, 2014 23. Hai lối mộng, 2015 24. Tuyệt Phẩm Trữ Tình Xưa Và Nay, 2020 |

#### CD song ca
| Danh sách |
| --- |
| 1. Tình xa khuất, Minh Tuyết - Cẩm Ly, 1997 2. Khi người yêu tôi khóc, Cảnh Hàn - Cẩm Ly, 1998 3. Mưa tình yêu, Cảnh Hàn - Cẩm Ly, 1998 4. Cô bé kính cận, Lam Trường - Cẩm Ly, 1999 5. Nếu phôi pha ngày mai, Đan Trường - Cẩm Ly, 2000 6. Ru lại câu hò, Quang Linh - Cẩm Ly, 2001 7. Mùa thu kỷ niệm, Đan Trường - Cẩm Ly, 2002 8. Màu xanh trẻ thơ - Màu xanh hòa bình, single, Cẩm Ly - Vân Quang Long, 2002 9. Đêm nhớ - Nếu anh quên tất cả, Cẩm Ly - Nguyễn Phi Hùng, 2003 10. Anh cố quên em - Giọt nước mắt muộn màng, Cẩm Ly - Vân Quang Long, 2003 11. Tuyển tình khúc Hoài An, Đan Trường - Cẩm Ly, 2004 12. Trái tim màu vàng - Tình ngỡ là mơ, Cẩm Ly - Vân Quang Long, 2004 13. Lâu đài tình ái, Cẩm Ly - Quốc Đại, 2006 14. Cô gái mở đường, nhạc truyền thống - cách mạng, Cẩm Ly - Quốc Đại, 2006 15. Ngọn trúc đào, Cẩm Ly - Quốc Đại, 2007 16. Anh về miền Tây - Mình ơi, Cẩm Ly - Quốc Đại, 2007 17. Quê hương, nhạc truyền thống - cách mạng, Cẩm Ly - Quốc Đại, 2008 18. Nhớ người yêu, Cẩm Ly - Quốc Đại, 2008 19. Em là hạnh phúc đời anh, Cẩm Ly - Đan Trường, 2009 20. Buồn trong kỷ niệm, Cẩm Ly - Quốc Đại, 2009 21. Tuyệt phẩm Hoàng Thi Thơ - Thanh Sơn, Cẩm Ly - Quốc Đại, 2010 22. Tình đẹp như mơ - Tình khúc Lam Phương, Cẩm Ly - Quốc Đại, 2012 23. Trăng buồn dạ khúc - Tình khúc Trần Hoàng, Cẩm Ly - Quốc Đại, 2013 24. Nhớ nhau hoài, Cẩm Ly - Quốc Đại, 2013 25. Người tình quê, Cẩm Ly - Quốc Đại, 2013 |

### Hợp tác trong album của ca sĩ khác
| \| Tựa đề \| Chi tiết album \| Hợp tác cùng \| Bài hát \| \| -------------------------------------------------------------- \| ------------------------------------------------------------------------------------------------------ \| --------------- \| ------------------------------------------------------------------------------------------------------------------------------------------------------------------------------------------------------------------------------------------------------------------------------------------------------------------------------------------------------------- \| \| Album Vol.3 Bóng Dáng Thiên Thần \| - Phát hành: năm 2000 - Hãng đĩa: Hãng Phim Trẻ - HT Production - Định dạng: CD \| Đan Trường \| Mưa Buồn - Nhạc sĩ: Hoài An \| \| Album Video Vol.4 Chờ Trên Tháng Năm \| - Phát hành: năm 2001 - Hãng đĩa:Hãng Phim Trẻ - HT Travel audio and video production - Định dạng: VCD \| Đan Trường \| Tuyết Hồng - Nhạc ngoại Lời Việt: Minh Tâm \| \| Album Người phương xa (Vol.10) \| - Phát hành: năm 2002 - Hãng đĩa: Hãng Phim Trẻ & Kim Loi Studio - Định dạng:CD \| Minh Thuận \| Khi tình yêu đến - Nhạc hoa Lời Việt: Nguyễn Ngọc Thiện Mộng mơ tình yêu - Nhạc Sĩ: Anh Vũ \| \| Album Vol.1 Thư Cuối - Thôi Ta Chia Tay \| - Phát hành: năm 2003 - Hãng đĩa: Hãng Phim Trẻ & Kim Loi Studio - Định dạng: CD \| Vân Quang Long \| Ngày Mai Mưa Thôi Rơi - Nhạc Sĩ: Hoài An \| \| Album Vol.13 Anh Phải Làm Sao \| - Phát hành: năm 2005 - Hãng đĩa: HT Travel audio and video production - Định dạng: CD \| Đan Trường \| Chim Trắng Mồ Côi - Nhạc sĩ: Minh Vy, Phổ Thơ: Hồng Xương Long \| \| Album Vol.5 Bé Mắt Nhung - Bởi Tin Lời Thề \| - Phát hành: năm 2005 - Hãng đĩa: Hãng Phim Trẻ & Kim Loi Studio - Định dạng: CD \| Vân Quang Long \| Lời Chia Tay - Nhạc sĩ: Nguyễn Đức Thuận \| \| Album Vol.14 Thương Thầm \| - Phát hành: năm 2005 - Hãng đĩa: HT Travel audio and video production - Định dạng: CD \| Đan Trường \| Đau Xót Lý Con Cua - Nhạc sĩ: Minh Vy \| \| Album Vol.15 Lời Nguyện Cầu Tình Yêu \| - Phát hành: năm 2006 - Hãng đĩa: HT Travel audio and video production - Định dạng: CD \| Đan Trường \| Nắng Gió Tình Ta - Nhạc sĩ: Minh Vy \| \| Album Ca Sĩ Quốc Đại - Song Ca Cùng Cẩm Ly (Vol.1) \| - Phát hành: năm 2006 - Hãng đĩa: Hãng Phim Trẻ & Kim Loi Studio - Định dạng: DVD \| Quốc Đại \| Hoa Mười Giờ - Nhạc sĩ: Đài Phương Trang Mưa Bụi 2 - Nhạc Sĩ: Hữu Minh & Vinh Sử \| \| Album Nỗi Buồn Gác Trọ \| - Phát hành: năm 2006 - Hãng đĩa: Bến Thành Audio - Video - Định dạng: CD \| Quang Linh \| Chuyện Tình Lan Và Điệp - Nhạc sĩ: Mạc Phong Linh & Mai Thiết Lĩnh \| \| Album Vol.15 Lời Nguyện Cầu Tình Yêu \| - Phát hành: năm 2006 - Hãng đĩa: HT Travel audio and video production - Định dạng: CD \| Đan Trường \| Nắng Gió Tình Ta - Nhạc sĩ: Minh Vy \| \| Album Mình Ơi - Tủi Phận \| - Phát hành: năm 2007 - Hãng đĩa: Thúy Nga - Định dạng: CD \| Duy Trường \| Đoạn Cuối Tình Yêu - Nhạc sĩ: Tú Nhi, thơ Nhất Tuấn Tình Đời - Nhạc sĩ: Ngọc Hải \| \| Album Vol. 2 Yêu một mình \| - Phát hành: năm 2007 - Hãng đĩa: Hãng Phim Trẻ & Kim Loi Studio - Định dạng: CD \| Quốc Đại \| Trăng Hờn Tủi - Nhạc sĩ: Đynh Trầm Ca (hò đoạn đầu) \| \| Album Vol.17 Thập Nhị Mỹ Nhân - Anh Vẫn Đợi chờ (Double Album) \| - Phát hành: năm 2007 - Hãng đĩa: HT Travel audio and video production - Định dạng: CD \| Đan Trường \| Buồn Mình Ên - Nhạc sĩ: Đình Văn \| \| Album Vol.19 Thiên Sứ Tình Yêu \| - Phát hành: năm 2008 - Hãng đĩa: HT Travel audio and video production - Định dạng: CD \| Đan Trường \| Người Hãy Hứa Với Tôi - Nhạc sĩ: Minh Vy \| \| Ngọc Hà - Album Vol. 5 \| - Phát hành: năm 2009 - Hãng đĩa: Kim Loi Studio - Định dạng: DVD, CD \| Quốc Đại \| Đò Qua Bến Sông - Nhạc sĩ: Minh Vy \| \| Album Vol.20 Ngôi Sao Bay \| - Phát hành: năm 2009 - Hãng đĩa: HT Travel audio and video production - Định dạng: CD \| Đan Trường \| Người Đã Quên Lời - Nhạc sĩ: Trương Trung Thuận Nhớ Anh Mấy Mùa - Nhạc Sĩ: Minh Vy \| \| Album Vol.21 Ước Lem Chữ Đời \| - Phát hành: năm 2009 - Hãng đĩa: HT Travel audio and video production - Định dạng: CD \| Đan Trường \| Duyên Kiếp - Nhạc sĩ: Lam Phương \| \| Album Vol.22 Người Miền Tây \| - Phát hành: năm 2010 - Hãng đĩa: HT Travel audio and video production - Định dạng: CD \| Đan Trường \| Bông Sầu Đâu - Nhạc sĩ: Giang Hạ \| \| Album Vol.23 Thiên Đường Vắng \| - Phát hành: năm 2010 - Hãng đĩa: HT Travel audio and video production - Định dạng: CD \| Đan Trường \| Lạc Bước Tình Yêu - Nhạc sĩ: Minh Vy \| \| Album Tuyệt phẩm trữ tình Đừng Nói Xa Nhau \| - Phát hành: năm 2010 - Hãng đĩa: Bến Thành audio and video production - Định dạng: CD \| Quốc Đại \| Tình Yêu Trả Lại Trăng Sao - Nhạc sĩ: Lê Dinh (hò đoạn đầu) Đừng Nói Xa Nhau - Nhạc sĩ: Châu Kỳ & Hoài Linh Biển Tình - Nhạc Sĩ: Lam Phương Tình Nghĩa Đôi Ta Chỉ Thế Thôi - Nhạc Sĩ: Lam Phương \| \| Album Video Vol.10 Đan Trường In America \| - Phát hành: năm 2010 - Hãng đĩa: HT Travel audio and video production - Định dạng: DVD \| Đan Trường \| Bông Sầu Đâu - Nhạc sĩ: Giang Hạ \| \| Album Nguyễn Tâm Vol.2 - Cát Bụi Tình Đời \| - Phát hành: năm 2010 - Hãng đĩa: Dihavina - Định dạng: CD \| Nguyễn Tâm \| LK Khói Lửa Biên Thùy & Tình Chàng Ý Thiếp & Hẹn Buổi Trùng Hoan - Nhạc hồ quảng, lời: Minh Tâm \| \| Album Vol.24 Lỡ Duyên Rồi \| - Phát hành: năm 2011 - Hãng đĩa: HT Travel audio and video production - Định dạng: CD \| Đan Trường \| Lỡ Duyên Rồi - Nhạc sĩ: Hồng Xương Long \| \| Em Gái Miền Tây - Album Vol.6 \| - Phát hành: năm 2011 - Hãng đĩa: Kim Loi Studio - Định dạng: CD \| Quốc Đại \| Sông Quê - Nhạc sĩ: Đinh Trầm Ca \| \| Giận em - Album Vol.7 \| - Phát hành: năm 2011 - Hãng đĩa: Kim Loi Studio - Định dạng: CD \| Quốc Đại \| Hương tóc mạ non - Nhạc sĩ: Thanh Sơn \| \| Album Một Thoáng Quê Hương 3 \| - Phát hành: năm 2011 - Hãng đĩa: Làng Văn - Định dạng: CD \| Dương Ngọc Thái \| Đò Qua Bến Sông - Nhạc sĩ: Minh Vy \| \| Dạ Khúc Cho Tình Nhân 5 - Xót Xa \| - Phát hành: năm 2011 - Hãng đĩa: Tiếng Hát Việt - Định dạng: CD \| Đàm Vĩnh Hưng \| Ngưu Lang Chức Nữ - Nhạc sĩ: Anh Bằng \| \| Album Vol.26 Thư Pháp \| - Phát hành: năm 2012 - Hãng đĩa: HT Travel audio and video production - Định dạng: CD \| Đan Trường \| Ca Cảnh Lương Sơn Bá Chúc Anh Đài - Soạn Giả: NSND Thanh Tòng (ft. Hoài Linh, Chí Tài) \| \| Album Vol.27 Người Hai Quê \| - Phát hành: năm 2012 - Hãng đĩa: HT Travel audio and video production - Định Dạng: CD \| Đan Trường \| Hai Bờ Cách Biệt - Nhạc Sĩ: Sơn Hạ \| \| Điệu Buồn Trên Sông \| - Phát hành: năm 2012 - Hãng đĩa: Kim Loi Studio - Định dạng: CD \| Quốc Đại \| Mấy Nhịp Cầu Tre - Nhạc sĩ: Hoàng Thi Thơ & Anh Việt Thu \| \| Album Vol.29 Lục Tỉnh Miền Tây \| - Phát hành: năm 2013 - Hãng đĩa: HT Travel audio and video production - Định dạng: CD \| Đan Trường \| Anh Ba Chị Tư - Nhạc sĩ: Trương Phi Hùng \| \| Album Vol.32 Nồi Đất - Bức Hoạ Đồng Quê \| - Phát hành: năm 2015 - Hãng đĩa: HT Travel audio and video production - Định dạng: CD \| Đan Trường \| Cơm Nhà Phở Chợ - Nhạc sĩ: Đình Văn \| \| Thương Về Miền Trung \| - Phát hành: năm 2015 - Hãng đĩa: Kim Loi Studio - Định dạng: CD \| Thiện Nhân \| Xuân Đẹp Làm Sao - Nhạc sĩ: Thanh Sơn Gánh Lúa - Nhạc Sĩ: Phạm Duy \| \| Ai Khổ Vì Ai - Thuyền Xa Bến Đỗ \| - Phát hành: năm 2017 - Định dạng: Online \| Cao Công Nghĩa \| Biết Nói Gì Đây - Nhạc sĩ: Huỳnh Anh & Huyền Thanh \| \| Album Vol.36 Mãi Yêu Em Như Ngày Đầu \| - Phát hành: năm 2018 - Hãng đĩa: HT Travel audio and video production - Định dạng: CD \| Đan Trường \| LK Khung Trời Ngày Xưa [Mưa Bụi 2 (Hữu Minh & Vinh Sử) Người Hãy Hứa Với Tôi (Minh Vy) Buồn Mình Ên (Đình Văn) Chim Trắng Mồ Côi (Minh Vy) Anh Ba Chị Tư (Trương Phi Hùng) Ảo Mộng Tình Yêu (Nhạc Ngoại Lời Việt: Minh Thuận) Mưa Buồn (Hoài An) Khung Trời Ngày Xưa (Hoài An) Đêm Cô Đơn (Nguyễn Nhất Huy) Trở Lại Phố Cũ (Nhạc Ngoại Lời Việt: Minh Khang)] \| \| Album Bo Bolero \| - Phát hành: năm 2020 - Định dạng: Online \| Đan Trường \| LK Đêm Cô Đơn - Nếu Phôi Pha Ngày Mai \| | |                 | |
| Tựa đề | Chi tiết album                                                                                         | Hợp tác cùng    | Bài hát |
| Album Vol.3 Bóng Dáng Thiên Thần | - Phát hành: năm 2000 - Hãng đĩa: Hãng Phim Trẻ - HT Production - Định dạng: CD                        | Đan Trường      | Mưa Buồn - Nhạc sĩ: Hoài An |
| Album Video Vol.4 Chờ Trên Tháng Năm | - Phát hành: năm 2001 - Hãng đĩa:Hãng Phim Trẻ - HT Travel audio and video production - Định dạng: VCD | Đan Trường      | Tuyết Hồng - Nhạc ngoại Lời Việt: Minh Tâm |
| Album Người phương xa (Vol.10) | - Phát hành: năm 2002 - Hãng đĩa: Hãng Phim Trẻ & Kim Loi Studio - Định dạng:CD                        | Minh Thuận      | Khi tình yêu đến - Nhạc hoa Lời Việt: Nguyễn Ngọc Thiện Mộng mơ tình yêu - Nhạc Sĩ: Anh Vũ |
| Album Vol.1 Thư Cuối - Thôi Ta Chia Tay | - Phát hành: năm 2003 - Hãng đĩa: Hãng Phim Trẻ & Kim Loi Studio - Định dạng: CD                       | Vân Quang Long  | Ngày Mai Mưa Thôi Rơi - Nhạc Sĩ: Hoài An |
| Album Vol.13 Anh Phải Làm Sao | - Phát hành: năm 2005 - Hãng đĩa: HT Travel audio and video production - Định dạng: CD                 | Đan Trường      | Chim Trắng Mồ Côi - Nhạc sĩ: Minh Vy, Phổ Thơ: Hồng Xương Long |
| Album Vol.5 Bé Mắt Nhung - Bởi Tin Lời Thề | - Phát hành: năm 2005 - Hãng đĩa: Hãng Phim Trẻ & Kim Loi Studio - Định dạng: CD                       | Vân Quang Long  | Lời Chia Tay - Nhạc sĩ: Nguyễn Đức Thuận |
| Album Vol.14 Thương Thầm | - Phát hành: năm 2005 - Hãng đĩa: HT Travel audio and video production - Định dạng: CD                 | Đan Trường      | Đau Xót Lý Con Cua - Nhạc sĩ: Minh Vy |
| Album Vol.15 Lời Nguyện Cầu Tình Yêu | - Phát hành: năm 2006 - Hãng đĩa: HT Travel audio and video production - Định dạng: CD                 | Đan Trường      | Nắng Gió Tình Ta - Nhạc sĩ: Minh Vy |
| Album Ca Sĩ Quốc Đại - Song Ca Cùng Cẩm Ly (Vol.1) | - Phát hành: năm 2006 - Hãng đĩa: Hãng Phim Trẻ & Kim Loi Studio - Định dạng: DVD                      | Quốc Đại        | Hoa Mười Giờ - Nhạc sĩ: Đài Phương Trang Mưa Bụi 2 - Nhạc Sĩ: Hữu Minh & Vinh Sử |
| Album Nỗi Buồn Gác Trọ | - Phát hành: năm 2006 - Hãng đĩa: Bến Thành Audio - Video - Định dạng: CD                              | Quang Linh      | Chuyện Tình Lan Và Điệp - Nhạc sĩ: Mạc Phong Linh & Mai Thiết Lĩnh |
| Album Vol.15 Lời Nguyện Cầu Tình Yêu | - Phát hành: năm 2006 - Hãng đĩa: HT Travel audio and video production - Định dạng: CD                 | Đan Trường      | Nắng Gió Tình Ta - Nhạc sĩ: Minh Vy |
| Album Mình Ơi - Tủi Phận | - Phát hành: năm 2007 - Hãng đĩa: Thúy Nga - Định dạng: CD                                             | Duy Trường      | Đoạn Cuối Tình Yêu - Nhạc sĩ: Tú Nhi, thơ Nhất Tuấn Tình Đời - Nhạc sĩ: Ngọc Hải |
| Album Vol. 2 Yêu một mình | - Phát hành: năm 2007 - Hãng đĩa: Hãng Phim Trẻ & Kim Loi Studio - Định dạng: CD                       | Quốc Đại        | Trăng Hờn Tủi - Nhạc sĩ: Đynh Trầm Ca (hò đoạn đầu) |
| Album Vol.17 Thập Nhị Mỹ Nhân - Anh Vẫn Đợi chờ (Double Album) | - Phát hành: năm 2007 - Hãng đĩa: HT Travel audio and video production - Định dạng: CD                 | Đan Trường      | Buồn Mình Ên - Nhạc sĩ: Đình Văn |
| Album Vol.19 Thiên Sứ Tình Yêu | - Phát hành: năm 2008 - Hãng đĩa: HT Travel audio and video production - Định dạng: CD                 | Đan Trường      | Người Hãy Hứa Với Tôi - Nhạc sĩ: Minh Vy |
| Ngọc Hà - Album Vol. 5 | - Phát hành: năm 2009 - Hãng đĩa: Kim Loi Studio - Định dạng: DVD, CD                                  | Quốc Đại        | Đò Qua Bến Sông - Nhạc sĩ: Minh Vy |
| Album Vol.20 Ngôi Sao Bay | - Phát hành: năm 2009 - Hãng đĩa: HT Travel audio and video production - Định dạng: CD                 | Đan Trường      | Người Đã Quên Lời - Nhạc sĩ: Trương Trung Thuận Nhớ Anh Mấy Mùa - Nhạc Sĩ: Minh Vy |
| Album Vol.21 Ước Lem Chữ Đời | - Phát hành: năm 2009 - Hãng đĩa: HT Travel audio and video production - Định dạng: CD                 | Đan Trường      | Duyên Kiếp - Nhạc sĩ: Lam Phương |
| Album Vol.22 Người Miền Tây | - Phát hành: năm 2010 - Hãng đĩa: HT Travel audio and video production - Định dạng: CD                 | Đan Trường      | Bông Sầu Đâu - Nhạc sĩ: Giang Hạ |
| Album Vol.23 Thiên Đường Vắng | - Phát hành: năm 2010 - Hãng đĩa: HT Travel audio and video production - Định dạng: CD                 | Đan Trường      | Lạc Bước Tình Yêu - Nhạc sĩ: Minh Vy |
| Album Tuyệt phẩm trữ tình Đừng Nói Xa Nhau | - Phát hành: năm 2010 - Hãng đĩa: Bến Thành audio and video production - Định dạng: CD                 | Quốc Đại        | Tình Yêu Trả Lại Trăng Sao - Nhạc sĩ: Lê Dinh (hò đoạn đầu) Đừng Nói Xa Nhau - Nhạc sĩ: Châu Kỳ & Hoài Linh Biển Tình - Nhạc Sĩ: Lam Phương Tình Nghĩa Đôi Ta Chỉ Thế Thôi - Nhạc Sĩ: Lam Phương |
| Album Video Vol.10 Đan Trường In America | - Phát hành: năm 2010 - Hãng đĩa: HT Travel audio and video production - Định dạng: DVD                | Đan Trường      | Bông Sầu Đâu - Nhạc sĩ: Giang Hạ |
| Album Nguyễn Tâm Vol.2 - Cát Bụi Tình Đời | - Phát hành: năm 2010 - Hãng đĩa: Dihavina - Định dạng: CD                                             | Nguyễn Tâm      | LK Khói Lửa Biên Thùy & Tình Chàng Ý Thiếp & Hẹn Buổi Trùng Hoan - Nhạc hồ quảng, lời: Minh Tâm |
| Album Vol.24 Lỡ Duyên Rồi | - Phát hành: năm 2011 - Hãng đĩa: HT Travel audio and video production - Định dạng: CD                 | Đan Trường      | Lỡ Duyên Rồi - Nhạc sĩ: Hồng Xương Long |
| Em Gái Miền Tây - Album Vol.6 | - Phát hành: năm 2011 - Hãng đĩa: Kim Loi Studio - Định dạng: CD                                       | Quốc Đại        | Sông Quê - Nhạc sĩ: Đinh Trầm Ca |
| Giận em - Album Vol.7 | - Phát hành: năm 2011 - Hãng đĩa: Kim Loi Studio - Định dạng: CD                                       | Quốc Đại        | Hương tóc mạ non - Nhạc sĩ: Thanh Sơn |
| Album Một Thoáng Quê Hương 3 | - Phát hành: năm 2011 - Hãng đĩa: Làng Văn - Định dạng: CD                                             | Dương Ngọc Thái | Đò Qua Bến Sông - Nhạc sĩ: Minh Vy |
| Dạ Khúc Cho Tình Nhân 5 - Xót Xa | - Phát hành: năm 2011 - Hãng đĩa: Tiếng Hát Việt - Định dạng: CD                                       | Đàm Vĩnh Hưng   | Ngưu Lang Chức Nữ - Nhạc sĩ: Anh Bằng |
| Album Vol.26 Thư Pháp | - Phát hành: năm 2012 - Hãng đĩa: HT Travel audio and video production - Định dạng: CD                 | Đan Trường      | Ca Cảnh Lương Sơn Bá Chúc Anh Đài - Soạn Giả: NSND Thanh Tòng (ft. Hoài Linh, Chí Tài) |
| Album Vol.27 Người Hai Quê | - Phát hành: năm 2012 - Hãng đĩa: HT Travel audio and video production - Định Dạng: CD                 | Đan Trường      | Hai Bờ Cách Biệt - Nhạc Sĩ: Sơn Hạ |
| Điệu Buồn Trên Sông | - Phát hành: năm 2012 - Hãng đĩa: Kim Loi Studio - Định dạng: CD                                       | Quốc Đại        | Mấy Nhịp Cầu Tre - Nhạc sĩ: Hoàng Thi Thơ & Anh Việt Thu |
| Album Vol.29 Lục Tỉnh Miền Tây | - Phát hành: năm 2013 - Hãng đĩa: HT Travel audio and video production - Định dạng: CD                 | Đan Trường      | Anh Ba Chị Tư - Nhạc sĩ: Trương Phi Hùng |
| Album Vol.32 Nồi Đất - Bức Hoạ Đồng Quê | - Phát hành: năm 2015 - Hãng đĩa: HT Travel audio and video production - Định dạng: CD                 | Đan Trường      | Cơm Nhà Phở Chợ - Nhạc sĩ: Đình Văn |
| Thương Về Miền Trung | - Phát hành: năm 2015 - Hãng đĩa: Kim Loi Studio - Định dạng: CD                                       | Thiện Nhân      | Xuân Đẹp Làm Sao - Nhạc sĩ: Thanh Sơn Gánh Lúa - Nhạc Sĩ: Phạm Duy |
| Ai Khổ Vì Ai - Thuyền Xa Bến Đỗ | - Phát hành: năm 2017 - Định dạng: Online                                                              | Cao Công Nghĩa  | Biết Nói Gì Đây - Nhạc sĩ: Huỳnh Anh & Huyền Thanh |
| Album Vol.36 Mãi Yêu Em Như Ngày Đầu | - Phát hành: năm 2018 - Hãng đĩa: HT Travel audio and video production - Định dạng: CD                 | Đan Trường      | LK Khung Trời Ngày Xưa [Mưa Bụi 2 (Hữu Minh & Vinh Sử) Người Hãy Hứa Với Tôi (Minh Vy) Buồn Mình Ên (Đình Văn) Chim Trắng Mồ Côi (Minh Vy) Anh Ba Chị Tư (Trương Phi Hùng) Ảo Mộng Tình Yêu (Nhạc Ngoại Lời Việt: Minh Thuận) Mưa Buồn (Hoài An) Khung Trời Ngày Xưa (Hoài An) Đêm Cô Đơn (Nguyễn Nhất Huy) Trở Lại Phố Cũ (Nhạc Ngoại Lời Việt: Minh Khang)] |
| Album Bo Bolero | - Phát hành: năm 2020 - Định dạng: Online                                                              | Đan Trường      | LK Đêm Cô Đơn - Nếu Phôi Pha Ngày Mai |

### Video album
| Danh sách |
| --- |
| 1. Có lẽ - Mãi không phai (VCD), 2000 2. Phố hoa - Cơn mơ hoang đường (MTV DVD), 2001 3. Thà rằng chia tay - Tình lẻ bóng (MTV DVD), 2002 4. Vòng quanh ký túc xá (VCD), 2003 5. Vòng quanh ký túc xá II (VCD), 2004 6. Em sẽ là người ra đi (DVD), 2005 7. Người ơi hãy chia tay (MTV DVD), 2005 8. Kẻ đứng sau tình yêu (DVD), 2006 9. Làm sao em biết - Ước mơ của tôi (MTV DVD), 2006 10. Em sẽ quên - Đêm có mưa rơi (DVD), 2007 11. Đợi chờ những mùa đông (DVD), 2008 12. Liveshow 15 năm ca hát (DVD), 2008 13. Liveshow 2009 Tự tình quê hương (DVD), 2009 14. Em không thể quên - Cẩm Ly những tình khúc Minh Vy (MTV DVD), 2009 15. Liveshow 2009 Tự tình quê hương (DVD), 2009 16. The best of MTV DVD 2010 (DVD), 2010 17. Liveshow 2011 Tự tình quê hương 2 (DVD), 2011 18. Liveshow 2012 Tự tình quê hương 3 (DVD), 2012 19. Liveshow 2013 Tự tình quê hương 4 (DVD), 2013 20. Hát cho người tình nhớ (MTV DVD), 2014 21. Liveshow 2015 Tự tình quê hương 5 (DVD), 2015 |

## Liveshow
- Vòng quanh ký túc xá (2003)
- Vòng quanh ký túc xá 2 (2004)
- Liveshow 2008 Kỷ niệm 15 năm ca hát
- Liveshow 2009 Tự tình quê hương
- Liveshow 2011 Tự tình quê hương 2
- Liveshow 2012 Tự tình quê hương 3
- Liveshow 2013 Tự tình quê hương 4 "Cẩm Ly & Minh Tuyết - Kỷ niệm 20 năm ca hát"
- Liveshow 2015 Tự tình quê hương 5
- Liveshow 2024 Tự tình quê hương 6 "Cẩm Ly - Kỷ niệm 30 năm ca hát"

## Music video
- 999 đóa hồng (九百九十九朵玫瑰)
- Áng mây buồn
- Ảo mộng tình yêu (梦醒时分) (với Đan Trường)
- Bến vắng
- Biết yêu khi nào
- Bờ bến lạ
- Cà phê miệt vườn (với Quốc Đại)
- Cây bã đậu (với Quốc Đại)
- Chiếc bóng
- Chồng xa
- Chuyện tình yêu thế gian
- Còn tôi với tôi (với Minh Thuận)
- Dấu chôn tình buồn
- Em gái quê
- Em sẽ quên
- Hát cho người tình nhớ
- Hoa mười giờ (với Quốc Đại)
- Khi có em trong đời (你有我的生命嗎)
- Khung trời ngày xưa (với Đan Trường)
- Lang thang internet
- Lặng lẽ gọi tên
- Màu xanh trẻ thơ
- Mồ tổ cha mày
- Mùa hoa anh đào
- Mưa buồn (với Đan Trường)
- Nếu phôi pha ngày mai (với Đan Trường)
- Người tình quê
- Phố cũ qua đây
- Phố xuân
- Phút biệt ly (với Vân Quang Long)
- Qua xóm nhỏ
- Thà rằng chia tay
- Thương nhau lý tơ hồng (với Quang Linh)
- Tiếu ngạo giang hồ (笑傲江湖) (với Cảnh Hàn)
- Tình em sa mạc
- Tình lẻ bóng
- Tình yêu đầu tiên
- Tình lầm lỡ (với Lam Trường)
- Tuổi mộng xứ đông (阿娜答)
- Ước mơ của tôi
- Xin bình yên về qua đây
- Xin một lần thôi (với Lam Trường)
- Xin lỗi em (ยินดีไม่มีปัญหา) (với Minh Tuyết)
- Yêu trong niềm đau

## Truyền hình

### Truyền hình thực tế
| Năm  | Tên chương trình                                      | Vai trò                              |
| ---- | ----------------------------------------------------- | ------------------------------------ |
| 2014 | Vợ chồng mình hát (mùa 1) - HTV9                      | Giám khảo                            |
| 2014 | Giọng hát Việt nhí (mùa 2) - VTV3                     | Huấn luyện viên                      |
| 2015 | Giọng hát Việt nhí (mùa 3) - VTV3                     | Huấn luyện viên                      |
| 2015 | Little Giants - Người hùng tí hon - THVL1 (mùa 1)     | Giám khảo                            |
| 2015 | Thử thách người nổi tiếng - THVL1                     | Giám khảo khách mời (tập 8 & tập 14) |
| 2015 | Tôi là diễn viên - THVL1                              | Ca sĩ khách mời                      |
| 2015 | Thần tượng Bolero - VTV3 (mùa 1)                      | Giám khảo                            |
| 2016 | Little Giants - Người hùng tí hon (mùa 2) - HTV7      | Giám khảo                            |
| 2016 | Tuyệt đỉnh song ca (mùa 1) - THVL1                    | Huấn luyện viên                      |
| 2017 | Biệt tài Tí hon (mùa 1) - VTV3                        | Bình luận viên                       |
| 2017 | Tuyệt đỉnh song ca - Cặp đôi vàng (mùa 1) - THVL1     | Giám khảo                            |
| 2017 | Thần tượng tương lai (mùa 1) - THVL1                  | Giám khảo                            |
| 2017 | Little Giants - Người hùng tí hon (mùa 3) - HTV7      | Giám khảo                            |
| 2017 | Gia đình song ca (mùa 1) - HTV7                       | Giám khảo                            |
| 2017 | Ca sĩ giấu mặt (mùa 3) - THVL1                        | Giám khảo khách mời (tập 14)         |
| 2017 | Phiên bản hoàn hảo (mùa 1) - HTV7                     | Giám khảo khách mời (tập 7)          |
| 2017 | Mặt nạ ngôi sao (mùa 1) - HTV7                        | Giám khảo khách mời (tập 14 & 16)    |
| 2017 | Tuyệt đỉnh Song ca Nhí (mùa 1) - THVL1                | Huấn luyện viên                      |
| 2017 | Hát Mãi Ước Mơ - Sing Your Dream (mùa 1) - HTV7       | Bình luận viên                       |
| 2017 | Tuyệt Đỉnh Song Ca (mùa 2) - THVL1                    | Huấn luyện Viên                      |
| 2017 | Cặp đôi hoàn hảo (Trữ Tình & Bolero) - VTV3           | Cố vấn (Tập 3 và Tập 7)              |
| 2018 | Tuyệt Đỉnh Song Ca Nhí (mùa 2) - THVL1                | Huấn luyện Viên                      |
| 2018 | Tuyệt Đỉnh Song Ca - Cặp Đôi Vàng (mùa 2) - THVL1     | Giám Khảo                            |
| 2018 | Hát Mãi Ước Mơ - Sing Your Dream (Mùa 2) - HTV7       | Bình Luận Viên                       |
| 2018 | Ca Sĩ Thần Tượng (Mùa 1) - THVL1                      | Giám Khảo                            |
| 2018 | Tuyệt Đỉnh Song Ca (Mùa 3) - THVL1                    | Huấn luyện Viên                      |
| 2018 | Tuyệt Đỉnh Song Ca - Cặp Đôi Vàng (Mùa 3) - THVL1     | Giám Khảo                            |
| 2019 | Ẩn Số Hoàn Hảo (THVL1)                                | Giám Khảo Khách Mời (Tập 9)          |
| 2019 | Ca Sĩ Thần Tượng (Mùa 2) (THVL1)                      | Giám Khảo                            |
| 2019 | Ai Sẽ Thành Sao (Mùa 3) (THVL1)                       | Giám Khảo                            |
| 2019 | Tuyệt Đỉnh Song Ca - Cặp Đôi Vàng (Mùa 4) (THVL1)     | Giám Khảo                            |
| 2019 | Người đẹp Nhân ái - Hoa hậu Thế giới Việt Nam (THVL1) | Khách mời (Tập 3)                    |
| 2019 | Ký Ức Vui Vẻ (Mùa 2) (VTV3)                           | Khách Mời (Tập 3 & Tập 21)           |
| 2019 | Vang Bóng Một Thời (THVL1)                            | Khách Mời (Tập 5 & 6)                |
| 2019 | Tối Chủ Nhật Vui Vẻ (VTV3)                            | Khách Mời (Tập 12)                   |
| 2020 | Ngôi Sao Đương Thời (THVL1)                           | Khách Mời (Tập 1)                    |
| 2020 | Chân Ái (VTV3)                                        | Khách Mời (Tập 4)                    |
| 2020 | Studio H9 - Hẹn Cuối Tuần 2020 (HTV7)                 | Khách Mời (Tập 38)                   |
| 2020 | Ký Ức Ngọt Ngào (THVL1)                               | Khách Mời (Tập 5 & 6)                |
| 2020 | Bài Hát Đầu Tiên (VTV3)                               | Khách Mời (Tập 23)                   |
| 2021 | Ký Ức Vui Vẻ Mùa 3 (VTV3)                             | Nhân Vật Ký Ức (Tập 19)              |
| 2021 | Hát Cho Ngày Mai (HTV7)                               | Giám Khảo                            |
| 2022 | Cuộc Hẹn Cuối Tuần 2022 (VTV3)                        | Khách Mời (Số Thứ 8)                 |
| 2022 | Tuyệt đỉnh song ca                                    | Giám Khảo                            |

### Trò chơi truyền hình
- TalkShow Trò Chuyện Cuối Tuần (2004) - HTV7
- Kim tự tháp (2005) - HTV7
- Nốt Nhạc Vui (2006) - HTV7
- Tam Sao Thất Bản (2007) - VTV3
- Hát Với Ngôi Sao (2008 & 2009) - HTV7
- Song Ca Cùng Thần Tượng (2010 & 2011) - VTV3
- Talkshow Cà phê cuối tuần (2020) - HTV7

## Sự nghiệp diễn xuất

### Phim điện ảnh
| Năm  | Tựa   | Vai Diễn | Chú Thích |
| ---- | ----- | -------- | --------- |
| 2024 | Ma da | Lài      |           |

### Phim ngắn
- Chuyện Cô Nếp

## Kịch và cải lương
| Tên Vở                               | Vai                | Chương trình                                                   | Tham gia cùng | Năm  |
| ------------------------------------ | ------------------ | -------------------------------------------------------------- | --- | ---- |
| May Mắn Thành Sao                    | cô Mùi             | Kịch: May Mắn Thành Sao                                        | Hoài Linh và Sân khấu Nụ Cười Mới                                                                                          | 2008 |
| Bạch Tuyết Và Bảy Chú Lùn            | Bạch Tuyết         | Kịch: Bạch Tuyết Và Bảy Chú Lùn                                | Hoài Linh và Sân khấu Nụ Cười Mới                                                                                          | 2008 |
| Lan và Điệp                          | Lan                | Cải lương: Chuyện Tình Lan Và Điệp                             | Minh Thuận, Thu Minh, Ngân Quỳnh, Cát Phượng, Trung Dân                                                                    | 2008 |
| Kịch: Thiện Ác Vô Song               | Cẩm Ly             | Liveshow Cát Phượng - Dấu Ấn Cuộc Đời                          | Hoài Linh, Cát Phượng, Quách Thành Danh, Hữu Lộc,                                                                          | 2009 |
| Nhạc kịch: Nỗi Buồn Mẹ Tôi           | Hồng               | Liveshow Tự Tình Quê Hương - Cẩm Ly                            | Hoài Linh, Hồng Vân, Thanh Duy                                                                                             | 2009 |
| Tuồng Cổ: Phụng Nghi Đình            | Lữ Bố              | Liveshow Tự Tình Quê Hương 2 - Cẩm Ly                          | Hoài Linh, Hồng Vân | 2011 |
| Hài kịch: Khó                        | Cẩm Ly             | Liveshow Đàm Vĩnh Hưng - Bước Chân Miền Trung                  | Hoài Linh, Trường Giang, Đàm Vĩnh Hưng                                                                                     | 2011 |
| Nhạc kịch: Nếu Chúng Mình Cách Trở   | Cẩm Ly             | Liveshow Số Phận - Đàm Vĩnh Hưng                               | Đàm Vĩnh Hưng, Kim Xuân | 2011 |
| Ca Cổ: Giấc Mộng Lá Sầu Riêng        |                    | Liveshow NSND Kim Cương - Tạ Ơn Đời                            | | 2012 |
| Nhạc kịch: Duyên Số                  | Cẩm Ly             | Liveshow Tự Tình Quê Hương 3 - Cẩm Ly                          | Thành Lộc, Hữu Châu, Quốc Đại                                                                                              | 2012 |
| Tuồng cổ: Loan Phụng Hòa Minh        | Mộc Quế Anh        | Liveshow Tự Tình Quê Hương 3 - Cẩm Ly                          | Kim Tử Long, Đàm Vĩnh Hưng, Đan Trường                                                                                     | 2012 |
| Ca cảnh: Lương Sơn Bá - Chúc Anh Đài | Chúc Anh Đài       | Live Concert Con Sóng Yêu Thương - Đan Trường                  | Đan Trường, Hoài Linh, Chí Tài                                                                                             | 2013 |
| Kịch: Ước Mơ Vợ Đẹp                  | cô Tư              | Liveshow Lý Hải - Trọn Đời Bên Em                              | Lý Hải, Long Đẹp Trai, Hứa Minh Đạt, Phương Bình                                                                           | 2014 |
| Nhạc kịch: Hương Tình Đồng Nội       | cô Út              | Liveshow Kim Tử Long - Thiên Đường Tôi Yêu 2: Bản Sắc Anh Hùng | Kim Tử Long | 2014 |
| Hài kịch: Tình Không Lối Thoát       | cô bán bánh Tét    | Liveshow Đan Trường - Vẫn Mãi Một Nụ Cười                      | Đan Trường, Trấn Thành, Việt Hương                                                                                         | 2014 |
| Ca Cổ: Mình Ơi                       | người con          | Liveshow Hồng Nga - Nửa Thế Kỷ Con Tằm Vẫn Nhả Tơ              | Hồng Nga | 2015 |
| Nhạc kịch: Mưa Chiều Miền Trung      | Cẩm Ly             | Liveshow Cẩm Ly - Tự Tình Quê Hương 5                          | Trường Giang, Anh Vũ và team Cẩm Ly The Void Kids 2014                                                                     | 2015 |
| Hài kịch: Mười Khó                   | Cẩm Ly             | Liveshow Trường Giang - Chàng Hề Xứ Quảng                      | Hoài Linh, Trường Giang, Đàm Vĩnh Hưng                                                                                     | 2015 |
| Táo Quân                             | Thiên Hậu          | Táo Xuân Mậu Tuất 2018 - Giải Cứu Ngọc Hoàng (THVL)            | Đàm Vĩnh Hưng, Đại Nghĩa, Huỳnh Lập, Lê Giang, Diệu Nhi, Lê Dương Bảo Lâm, Hồ Việt Trung, Gia Bảo,....                     | 2018 |
| Đời Cô Lựu                           | Lựu ngày trẻ       | Vở Cải lương: Đời Cô Lựu                                       | Bạch Tuyết, Ngọc Giàu, Phượng Liên, Thanh Hằng, Kim Tử Long, Thanh Điền, Phi Nhung, Chí Tâm,.....                          | 2018 |
| Táo Quân                             | Thiên Hậu          | Táo Xuân Kỷ Hợi 2019 - Chuyện Động Ông Trời (THVL)             | Đàm Vĩnh Hưng, Đại Nghĩa, Huỳnh Lập, Lê Giang, Khả Như, Lê Dương Bảo Lâm, Hồ Việt Trung, Nam Em, Hữu Tín, Tuyền Mập,...... | 2019 |
| Hài kịch: Phù Thổ & 8 Nàng Tiên      | con gái của trợ lý | Liveshow Hoài Linh - Phù Thổ & 8 Nàng Tiên                     | Hoài Linh, Minh Nhí, Thanh Hằng, Chí Tài, Lê Dương Bảo Lâm,......                                                          | 2019 |
| Táo Quân                             | Thiên Hậu          | Táo Xuân Canh Tý 2020 - Sao Che Được Mắt Trời (THVL)           | Đàm Vĩnh Hưng, Đại Nghĩa, Lâm Vỹ Dạ, Huỳnh Lập, Lê Giang, Lê Dương Bảo Lâm, Nam Thư, Vũ Hà, Hữu Tín,......                 | 2020 |
| Táo Quân                             | Thiên Hậu          | Táo Xuân Tân Sửu 2021 - Theo Dấu Ngọc Hoàng (THVL)             | .... | 2021 |
| Táo Quân                             | Thiên Hậu          | Táo Xuân Nhâm Dần 2022 - Nghĩa Tình Nhân Gian (THVL)           | .... | 2022 |
| Táo quân                             | Thiên Hậu          | Táo Xuân Quý Mão 2023 - Phúc Nhân Gian - Xuân Khải Hoàn (THVL) | ... | 2023 |
| Bông cánh cò                         | Tư Liễu            | Kịch: Bông cánh cò                                             | Hồng Vân, Thanh Thủy, Minh Luân…                                                                                           | 2023 |

## Chương trình âm nhạc
| Năm  | Chương trình                                      | Bài hát                                                      | Sáng tác                                    |
| ---- | ------------------------------------------------- | ------------------------------------------------------------ | ------------------------------------------- |
| 2003 | Liveshow Xuân Mai - Con cò bé bé 13               | Đi học                                                       | Thơ: Hoàng Minh Chính - Nhạc: Bùi Đình Thảo |
| 2003 | Liveshow Xuân Mai - Con cò bé bé 13               | Nhịp điệu tuổi thơ                                           | Nguyễn Hiệp                                 |
| 2004 | Liveshow Đan Trường - Mãi Mãi Một Tình Yêu        | Chim Trắng Mồ Côi (ft Đan Trường)                            | Minh Vy Phỏng thơ: Hồng Xuơng Long          |
| 2006 | Live Concert Đan Trường - 10 Năm Một Chặng Đường  | Em Về Kẻo Trời Mưa (ft Đan Trường)                           | Ngân Giang                                  |
| 2008 | Paris By Night 92                                 | Mình Ơi                                                      | Minh Vy                                     |
| 2008 | Paris By Night 92                                 | LK Bẽ Bàng Cô Gái Quê (ft Hà Phương, Minh Tuyết)             | Thái Thịnh                                  |
| 2008 | Live Concert Đan Trường - Thập Đại Mỹ Nhân        | Người Hãy Hứa Với Tôi (ft Đan Trường)                        | Minh Vy                                     |
| 2009 | Liveshow Đàm Vĩnh Hưng - Người Tình               | Sao Em Nỡ Đành Quên (ft Đàm Vĩnh Hưng)                       | Tô Thanh Tùng                               |
| 2009 | Liveshow Đàm Vĩnh Hưng - Người Tình               | Mất Nhau Rồi                                                 | Ngân Trang                                  |
| 2010 | Liveshow Đan Trường - Ngôi Sao Bay                | Ướt Lem Chữ Đời (ft Đan Trường)                              | Vũ Quốc Việt                                |
| 2011 | Liveshow Dương Ngọc Thái - Một Thoáng quê Hương 3 | Đò Qua Bến Sông (ft Dương Ngọc Thái)                         | Minh Vy                                     |
| 2011 | Liveshow Đàm Vĩnh Hưng Bước Chân Miền Trung       | Thương Về Miền Trung (Đồng Ca)                               | Duy Khánh                                   |
| 2011 | Liveshow Đàm Vĩnh Hưng Bước Chân Miền Trung       | Hàn Mặc Tử                                                   | Trần Thiện Thanh                            |
| 2011 | Liveshow Đàm Vĩnh Hưng Bước Chân Miền Trung       | Thư Tình Cuối Mùa Thu (ft Quang Linh)                        | Phan Huỳnh Điểu Xuân Quỳnh                  |
| 2012 | Xuân Phát Tài 2                                   | Lâu Đài Tình Ái (ft Quốc Đại)                                | Trần Thiện Thanh                            |
| 2012 | Xuân Phát Tài 2                                   | Mình Ơi                                                      | Minh Vy                                     |
| 2012 | Xuân Phát Tài 2                                   | Ngày Đá Đơm Bông                                             | Loan Thảo - Nhật Ngân                       |
| 2013 | Liveshow Quang Lê tại Hà Nội                      | Phút Cuối (ft Quang Lê)                                      | Lam Phương                                  |
| 2013 | Liveshow Quang Lê tại Hà Nội                      | Khóc Thầm (Quang Lê)                                         | Lam Phương                                  |
| 2013 | Liveshow Quang Lê tại Hà Nội                      | Sao Anh Ra Đi                                                | Minh Vy                                     |
| 2013 | Gala Nhạc Việt 1 - Nhạc Hội Tết Việt              | Chỉ Tại Duyên Số (ft Quốc Đại)                               | Minh Vy                                     |
| 2013 | Gala Nhạc Việt 1 - Nhạc Hội Tết Việt              | Tết Phát Tài                                                 | Minh Vy                                     |
| 2013 | Xuân Phát Tài 3                                   | Biển Tình (ft Quốc Đại)                                      | Lam Phương                                  |
| 2013 | Xuân Phát Tài 3                                   | Tiếng Thạch Sùng                                             | Minh Vy                                     |
| 2013 | Xuân Phát Tài 3                                   | Tết Phát Tài (ft Hoài Linh, Quốc Đại)                        | Minh Vy                                     |
| 2013 | Liveshow Đan Trường - Ngày và Đêm                 | Hai Bờ Cách Biệt (ft Đan Trường)                             | Sơn Hạ                                      |
| 2013 | Liveshow Đan Trường - Ngày và Đêm                 | Tết Phát Tài                                                 | Minh Vy                                     |
| 2013 | Gala Nhạc Việt 2 - Con Đường Tình Yêu             | Về Đâu Mái Tóc Người Thương                                  | Hoài Linh                                   |
| 2014 | Liveshow Dương Ngọc Thái - Một Thoáng Quê Hương 4 | Chiếc Xuồng (ft Dương Ngọc Thái)                             | Tô Thanh Tùng                               |
| 2014 | Gala Nhạc Việt 3 - Hương Sắc Tết Việt             | Ước Mơ Ngọt Ngào (ft Đan Trường)                             | Hoài An                                     |
| 2014 | Gala Nhạc Việt 3 - Hương Sắc Tết Việt             | Tết Quê Hương                                                | Minh Vy                                     |
| 2014 | Liveshow Đan Trường - Vẫn Mãi Một Nụ Cười         | Anh Ba Chị Tư (ft Đan Trường)                                | Trương Phi Hùng                             |
| 2014 | Gala Nhạc Việt 4 - Những Giấc Mơ Trở Về           | Những Giấc Mơ Qua Rồi                                        | Minh Vy                                     |
| 2015 | Gala Nhạc Việt 5 - Xuân Đất Việt, Tết Quê Hương   | Tết Đoàn Viên (ft Lam Trường & Team Giọng Hát Việt Nhí 2014) | Minh Vy                                     |
| 2015 | Gala Nhạc Việt 5 - Xuân Đất Việt, Tết Quê Hương   | Xuân Đẹp Làm Sao (ft Nguyễn Thiện Nhân)                      | Thanh Sơn                                   |
| 2015 | Liveshow Dấu Ấn MTV                               | Khúc Hát Ân Tình (ft nhóm MTV)                               | Xuân Tiên                                   |
| 2015 | Gala Nhạc Việt 6 - Câu Chuyện Tình Tôi            | Dòng Sông Và Nỗi Nhớ                                         | Hàn Châu                                    |
| 2016 | Liveshow Đan Trường - Cảm Ơn Đời                  | Liên khúc: Khung Trời Ngày Xưa                               | Nhiều tác giả                               |
| 2016 | Gala Nhạc Việt 7 - Tết Trong Tâm Hồn              | Cánh Thiệp Đầu Xuân                                          | Lê Dinh - Minh Kỳ                           |
| 2016 | Gala Nhạc Việt 8 - Duyên Phận Cuộc Đời            | Em Đi Trên Cỏ Non                                            | Bắc Sơn                                     |
| 2016 | Liveshow Hoài Linh tại Hà Nội                     | Mưa Nửa Đêm                                                  | Trúc Phương                                 |
| 2016 | Liveshow Hoài Linh tại Hà Nội                     | Dòng Sông Và Nỗi Nhớ                                         | Hàn Châu                                    |
| 2016 | Liveshow Hoài Linh tại Hà Nội                     | Khúc Hát Ân Tình                                             | Xuân Tiên                                   |
| 2017 | Gala Nhạc Việt 9 - Chúc Tết Mọi Nhà               | Hạnh Phúc Đầu Xuân                                           | Minh Kỳ, Lê Dinh                            |
| 2017 | Gala Nhạc Việt 10 - Những Ngày Khi Ta Còn Trẻ     | Con Đường Mang Tên Em                                        | Trúc Phương                                 |
| 2018 | Gala Nhạc Việt 11 - Về Nhà Đón Tết                | Nhớ Anh Mấy Mùa (ft Đan Trường)                              | Minh Vy                                     |
| 2018 | Gala Nhạc Việt 11 - Về Nhà Đón Tết                | Nếu Xuân Này Vắng Anh                                        | Bảo Thu                                     |
| 2018 | Tết HTV                                           | Tết Quê Hương                                                | Minh Vy                                     |
| 2018 | Gala Nhạc Việt 12 - Nợ Ai Đó Lời Xin Lỗi          | Sầu Lẻ Bóng                                                  | Anh Bằng                                    |
| 2019 | Gala Nhạc Việt 13 - Vui Như Tết                   | Câu Chúc Tân Xuân                                            | Minh Vy                                     |
| 2019 | Tết HTV                                           | Câu Chúc Tân Xuân                                            | Minh Vy                                     |
| 2019 | Liveshow Gõ Cửa Trái Tim tại Hà Nội               | Sao Anh Ra Đi                                                | Minh Vy                                     |
| 2019 | Liveshow Gõ Cửa Trái Tim tại Hà Nội               | Chim Trắng Mồ Côi (ft Đan Trường)                            | Minh Vy Hồng Xuơng Long                     |
| 2019 | Liveshow Gõ Cửa Trái Tim tại Hà Nội               | Duyên Kiếp (ft Đan Trường)                                   | Lam Phương                                  |
| 2019 | Liveshow Gõ Cửa Trái Tim tại Hà Nội               | Khi Đã Yêu                                                   | Phượng Linh                                 |
| 2019 | Xuân Phát Tài 9                                   | Đêm Gành Hào Nhớ Điệu Hoài Lang (ft Quang Lê)                | Vũ Đức Sao Biển                             |
| 2019 | Xuân Phát Tài 9                                   | Sao Chưa Thấy Hồi Âm & Chuyện Đêm Mưa (Quang Lê)             | Châu Kỳ & Hoài Linh                         |
| 2019 | Xuân Phát Tài 9                                   | Tết Phát Tài                                                 | Minh Vy                                     |
| 2020 | Xuân Phát Tài 10                                  | Hai Lối Mộng                                                 | Trúc Phương                                 |
| 2020 | Xuân Phát Tài 10                                  | Ngoại Ơi Con Về                                              | Minh Vy                                     |
| 2020 | Gala Nhạc Việt 14 - Tết 2020                      | Ai Lên Xứ Hoa Đào                                            | Hoàng Nguyên                                |
| 2020 | Tết HTV                                           | Xuân Quê Tôi                                                 | Minh Vy                                     |
| 2021 | Gala Nhạc Việt 15 - Năm Mới Bình An               | Tết Quê Mình                                                 | Minh Vy                                     |
| 2021 | Tết HTV                                           | Con Nhớ Quê                                                  | Minh Vy                                     |
| 2021 | Gặp Nhau Là Tết (HTV)                             | Con Nhớ Quê                                                  | Minh Vy                                     |
| 2022 | Gala Nhạc Việt 16 - Xuân Về Gieo Hy Vọng          | Nhớ Cố Hương                                                 | Minh Vy                                     |
| 2022 | Tết HTV                                           | Mười Thương Miền Tây                                         | Minh Vy                                     |